# عليا الرابعة
العليا الرابعة تشير إلى الموجة الرابعة من الهجرة اليهودية إلى إسرائيل من أوروبا وآسيا التي بنيت على دوافع صهيونية بين عامي 1924 و 1928.

## صفة عليا الرابعة
منذ عام 1924 طابع وتكوين الهجرة إلى أرض إسرائيل قد تغير، وعلى الرغم من موجة الهجرة هذه كان قريبا جدا من موجة الهجرة السابقة، ولكن تم تصنيفها على أنها منفصلة.
موجة الهجرة الكبيرة التي بدأت في عام 1924 واستمرت خلال عامين، جلبت التطور السريع إلى المدن بشكل مركز في تل أبيب الذي استوعب قدرا كبيرا من المهاجرين. ولكن خلال السنوات 1926-1927 وقعت أزمة اقتصادية في البلد، من أصعب التي وجهت المستوطنة اليهودية التي حصلت خلال فترة الانتداب البريطاني، وعلى الرغم من عودة اقتصادية بين عامي 1928-1929، تم تحديد الازمة مع فترة الهجرة الرابعة. في فترة الأزمة قررت نحو 23,000 مهاجر مغادرة البلاد.
في عليا الرابعة جاء 80,000 مهاجر إلى أرض إسرائيل، ومعظمهم من بلدان شرق أوروبا، ونصف المهاجرين من بولندا والباقي من الاتحاد السوفياتي ورومانيا وليتوانيا. بالإضافة إلى أن 12٪ من مجموع المهاجرين كانوا من آسيا، المعظم من اليمن والعراق. ولكن من باقي أوروبا وأمريكا لم يكن هناك سوى عدد قليل من المهاجرين. ونظرا للمهاجرين 10,000 الذين غادروا ارض إسرائيل خلال تلك السنوات، كانت المساهمة من المهاجرين الذين بقوا في المستوطنات اليهودية في تلك السنوات هامة جدا.

## أسباب الهجرة
وجاء العديد من المهاجرين اليهود الجدد الذين وصلوا خلال هذه الفترة، نتيجة لتزايد معاداة السامية في جميع أنحاء أوروبا. حصص الهجرة التقييدية وقوانين الولايات المتحدة لم تسمح دخول اليهود. وتضمنت هذه المجموعة العديد من عائلات من الطبقة المتوسطة الذين انتقلوا إلى المدن النامية، تأسيسا الشركات الصغيرة والصناعات الخفيفة.